# Killer Instinct Gold
Killer Instinct Gold est un jeu vidéo de combat de 1996 basé sur le jeu d'arcade Killer Instinct 2. Le jeu a été développé par Rare et publié par Nintendo pour la console de jeux vidéo Nintendo 64. Comme dans les autres jeux de la série, les joueurs contrôlent des personnages qui se battent dans un plan 2D sur un fond 3D. Les joueurs appuient sur des boutons pour frapper et donner un coup de pied à leur adversaire en enchaînant des coups successifs, appelés combos. Les combos successifs permettent d'obtenir des attaques plus puissantes et des mouvements de finition brutaux et stylistiques soulignés par un annonceur. Les personnages  —  dont une gargouille, un ninja et une femme fatale  —  se battent dans des décors tels qu'une jungle et un vaisseau spatial. Killer Instinct Gold comprend les personnages, les combos et les environnements 3D de la version arcade, mais exclut ses séquences vidéo animées et certaines voix off en raison des restrictions du format de la cartouche. La version Gold ajoute un mode d'entraînement, de nouvelles vues de caméra et des audiovisuels améliorés.
Rare était un développeur secondaire de premier plan pour Nintendo dans les années 1990, et sa série Killer Instinct a été produite dans le cadre d'un partenariat exclusif en réponse à la popularité de Mortal Kombat. À la suite du succès du portage Killer Instinct de 1995 pour la Super NES, Rare a commencé une suite pour la même plate-forme mais a transféré le développement à son successeur, la Nintendo 64, lors de son dévoilement. Gold était prévu comme titre de lancement pour la nouvelle console, mais a été retardé jusqu'à sa sortie en Amérique du Nord en novembre 1996. Il est sorti dans d'autres régions en mai 1997. L'or a ensuite été inclus dans la compilation rétrospective de Rare 2015 sur Xbox One , Rare Replay.
Les critiques ont préféré la Nintendo 64 sur la version arcade, et a apprécié ses améliorations audiovisuelles, mais a estimé que ses mises à niveau graphiques et son gameplay combo basé sur la mémorisation étaient insuffisants par rapport aux jeux de combat comme Tekken 2 et Virtua Fighter 2 . Les critiques ont recommandé Gold principalement aux fans de la série et du genre, mais IGN a rapporté que même les fans étaient contrariés par les changements dans le système de combo et l'absence de plusieurs personnages appréciés. Gold n'a finalement pas reproduit le succès de son prédécesseur Super NES, et la série est restée en sommeil grâce à son acquisition en 2002 par Microsoft jusqu'à son redémarrage en 2013.

## Système de jeu
Killer Instinct Gold est un portage du jeu vidéo de combat d'arcade Killer Instinct 2. Comme d'autres jeux de la série Killer Instinct, deux personnages contrôlés par des humains ou une intelligence artificielle se battent dans des matchs en tête-à-tête pour épuiser la  jauge de vie de leur adversaire. Alors que les personnages se déplacent et attaquent sur un plan 2D, l'arrière-plan est représenté en 3D pré-rendu et donne une apparence de profondeur . Les joueurs se battent en utilisant six boutons : trois boutons de coups de poing et trois boutons de coups de pied, similaires aux commandes de Street Fighter II. Les joueurs peuvent enchaîner une série de coups en « combos » pour augmenter les blessures, certains combos nécessitant une séquence spécifique et mémorisée d'appuis sur les boutons. Plusieurs combos de coups mènent à des attaques plus fortes et à des mouvements de finition brutaux et stylistiques, ou « fatalités ». Les personnages à la réception d'un combo peuvent interrompre la séquence avec un mouvement "casseur de combo". Un annonceur raconte les principaux moments du jeu avec des phrases telles que « Génial combo ! ».
Gold propose des modes de jeu arcade, équipe et tournoi,. Le nouveau "mode d'entraînement" du jeu permet aux joueurs de répéter leurs compétences et de suivre des tutoriels. Dans le nouveau mode tournoi à élimination directe, les joueurs parcourent une équipe de personnages présélectionnés lorsque leur personnage actuel est éliminé 
. Gold présente les mêmes personnages, combos et environnements disponibles dans l'arcade Killer Instinct 2 . Les joueurs peuvent déverrouiller  de nouvelles apparences de personnages, des niveaux de difficulté de jeu , et un personnage jouable supplémentaire. La liste commune de Gold et Killer Instinct 2 contient onze personnages au total : quatre nouveaux ajouts et sept revenant du titre précédent,. Les personnages incluent une gargouille, un ninja et une femme fatale. Les combats se déroulent dans des décors de vaisseau spatial, de jungle et de château, entre autres, et certains arrière-plans sont interactifs. Gold propose de nouvelles fonctions de caméra qui zooment automatiquement pour mieux cadrer le combat . La version comprend également des améliorations des arrière-plans 3D et une bande son améliorée, mais exclut les séquences vidéo en plein mouvement et certaines voix off de la version d'arcade en raison des restrictions de stockage de données sur les cartouches de la Nintendo 64. Alors que les arrière-plans de Gold sont animés de manière fluide en 60 images par seconde, les animations de ses personnages comportent moins d'images que son équivalent en arcade.

## Développement

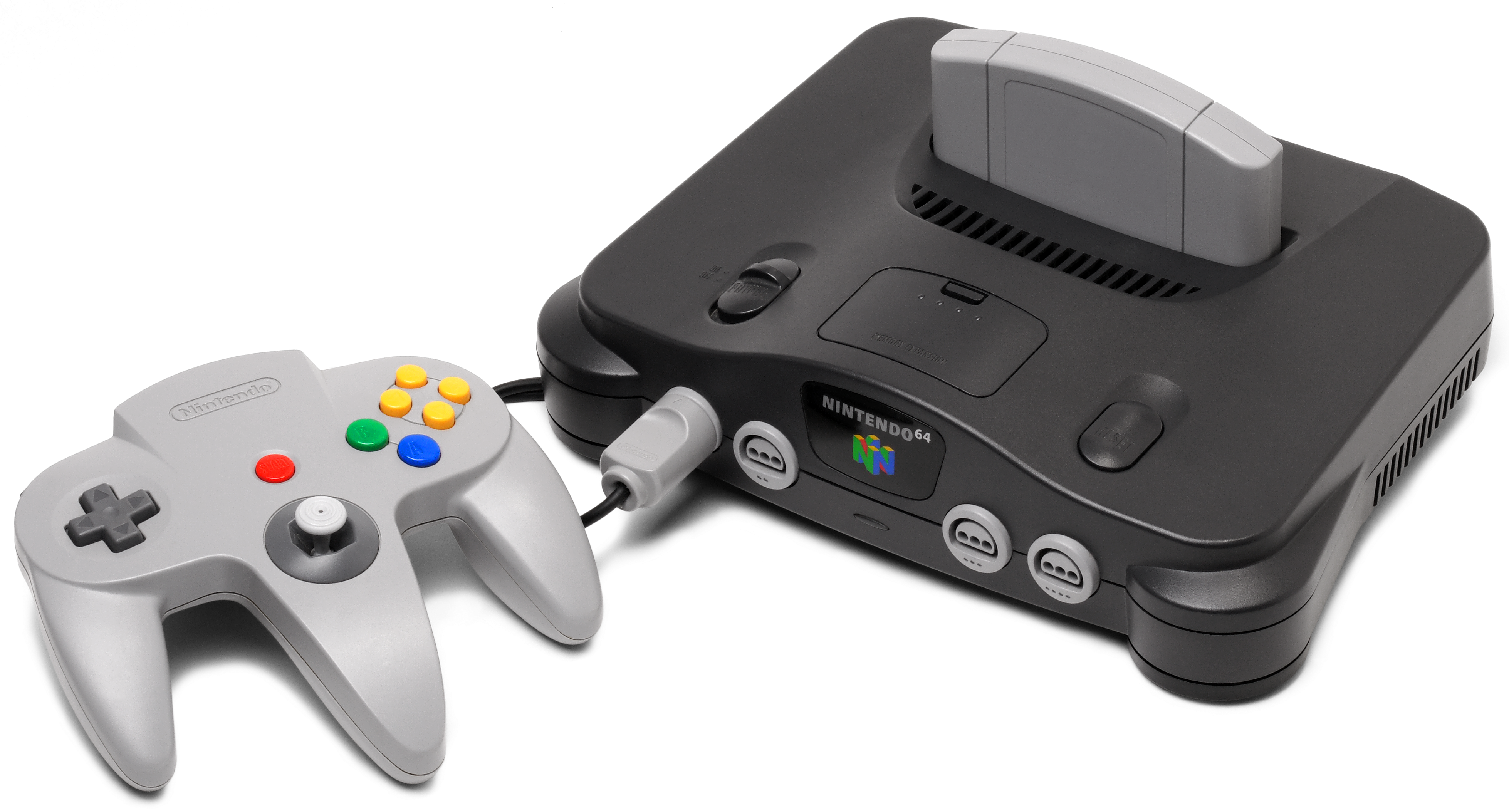
Killer Instinct Gold était prévu comme titre de lancement pour la console Nintendo 64.

Killer Instinct Gold a été développé par Rare à une époque où la société britannique devenait un développeur secondaire de premier plan et un allié pour Nintendo, l'éditeur du jeu. Rare a façonné sa série Killer Instinct sur la série de jeux de combat Mortal Kombat. Contrairement aux jeux de combat de base tels que Street Fighter, Killer Instinct et Mortal Kombat ont défendu un rythme de jeu extrêmement rapide et ont mis moins l'accent sur la patience et la maîtrise. La série Killer Instinct a commencé comme un jeu d'arcade (1994) et est devenue connue sous le nom de « version Nintendo de Mortal Kombat » lors de sa sortie sur Super NES (1995) et Game Boy (1995). L'industrie vidéoludique s'attendait à une suite après le large succès de la version Super NES, avec plus de trois millions d'exemplaires vendus. À la suite de la demande du marché, Rare a commencé le développement d'une suite pour l'arcade. Ils avaient une version Super NES en développement, mais sont passés à la nouvelle Nintendo 64 après l'annonce de la console. L'équipe de développement de Killer Instinct s'est divisée entre la version arcade et la Nintendo 64 qui allait devenir Killer Instinct Gold. Ce dernier a commencé à travailler dès que Rare a reçu son kit de développement pour la Nintendo 64.
L'équipe de développement, composée de sept personnes, a commencé à travailler sur la suite avec les idées qui n'avaient pas leur place dans l'original. Ils ont également intégré les commentaires des joueurs de Killer Instinct. L'art, la conception et la programmation de Killer Instinct 2 ont changé continuellement tout au long du développement jusqu'à sa sortie. Kevin Bayliss a conçu les personnages et Chris Tilston a développé le moteur de jeu avec les commentaires de Ken Lobb de Nintendo. Rare a utilisé une technologie de compression pour faire tenir la version arcade sur la petite cartouches de la Nintendo 64. Alors que Killer Instinct était prévu pour mettre en valeur la puissance de la Nintendo 64, la console était plus limitée que la configuration d'arcade de Rare, et Rare devait optimiser la version arcade pour qu'elle fonctionne sur la console. La version arcade utilisait une animation pour donner l'illusion de la caméra panoramique horizontalement, mais la version console utilisait des fichiers d'image statiques avec moins de détails. Les versions arcade et console utilisent le même moteur de jeu et la même liste de personnages.
Le jeu était initialement prévu pour être l'un des deux premiers titres de lancement, de la Nintendo 64, mais il a manqué sa fenêtre de sortie. Gold est sorti en Amérique du Nord le 25 novembre 1996 et dans d'autres pays le 9 mai 1997. Sa bande sonore a fait l'objet d'une sortie sur disque compact, ce qui était inhabituel pour les jeux vidéo occidentaux dans les années 1990. Rare, sous contrat, a fini par terminer son portage Super NES de Killer Instinct 2, mais Nintendo a choisi de ne pas le sortir,.

## Accueil
En 1996, les critiques ont jugé favorablement Gold à Killer Instinct 2,,, mais estimaient que ses graphismes n'étaient pas suffisamment améliorés,,. IGN a notamment estimé que les graphismes de Killer Instinct 2 semblaient datés en or et lui donnaient une « impression ringarde des années 80 ». Par rapport à la version arcade, IGN et CVG ont remarqué qu'il y avait moins d'images d'animation,. IGN a préféré la musique vivifiante de Gold mais aurait aimé avoir plus de personnages et de distinctions par rapport à la version arcade. GameSpot a désigné Gold comme la meilleure entrée de la série à l'époque , mais d'autres critiques n'ont recommandé Gold qu'aux fans de la série,,, et du genre et à ceux qui recherchent désespérément un jeu de combat sur Nintendo 64 ,, . AllGame a décrit Killer Instinct Gold comme le meilleur pour les joueurs qui veulent un « Mortal Kombat véloce » avec un « annonceur Barry White hyperactif ».
Dans le genre des jeux de combat, GameSpot a considéré que Gold était meilleur que l'autre  jeu de combat de la Nintendo 64, Mortal Kombat Trilogy, mais les lecteurs de GamePro l'ont classé en dessous de Tekken 2, également sorti cette année-là. Next Generation et N64 Magazine tous deux d'avis que Tekken 2 et Virtua Fighter 2 avaient surclassé Killer Instinct Gold ,. N64 Magazine a conclu que même dans le maigre catalogue de titres de la Nintendo 64 de l'époque, Killer Instinct Gold ne se distinguait pas et avait donc une durée de vie de « quelques semaines plutôt que quelques mois ». Killer Instinct Gold est passé d'une annonce célèbre à une sortie européenne discrète.
Les critiques ont fait l'éloge du son et des décors du jeu, mais ont noté que les animations des personnages étaient floues,,,,,,. IGN a apprécié le son stéréo, les effets spéciaux et l'emploi de la caméra. Les personnages sont apparus flous, a écrit CVG, à cause de l'« anticrénelage flou » lorsque la caméra zoomait. Hormis ce flou, GameSpot a jugé les graphismes comme « presque parfaits ». Les graphismes ont également impressionné Game Informer mais, comme l'a fait remarquer un critique, Gold avait peu d'autres caractéristiques positives . En revanche, GamePro a fait l'éloge des animations « vivantes » des personnages par rapport aux arrière-plans « légèrement ennuyeux ».
Alors que GamePro a donné au jeu des notes parfaites en matière de commandes et d'amusement, Next Generation a considéré que les commandes étaient presque aussi gênantes qu'elles l'étaient sur la Super NES et a finalement écrit que le jeu n'était « pas très amusant ». De nombreux évaluateurs ont critiqué le fait que le gameplay de Gold, basé sur les combos, diminuait l'importance des compétences,,,. Selon IGN, cet accent superficiel sur la mémorisation de séquences de combo "archaïques" empêchait toute improvisation créative. CVG a écrit que Gold avait peu de « flux » : chaque match était axé sur des combos énormes plutôt que sur des petits mouvements stratégiques. Les joueurs étaient donc obligés de s'entraîner avant de pouvoir produire efficacement des combos suffisamment longtemps pour gagner des matchs. Plusieurs critiques ont fait l'éloge du mode entraînement du jeu,,, que CVG avait également apprécié dans son prédécesseur sur la Super NES.
Killer Instinct Gold était le cinquième jeu vidéo le plus vendu de la saison des achats de Noël 1996 selon les données TRST.

## Postérité
Après que le Killer Instinct Gold de 1996 ne se soit pas vendu aussi bien que la version Super NES de l'original, la série a été mise en sommeil. IGN a rapporté en 2010 que Killer Instinct Gold avait contrarié les fans de la série en modifiant les combinaisons de mouvements et en omettant les personnages « préférés des fans » de l'original. Le site Web a ajouté que Rare savait que parmi toutes ses franchises, Killer Instinct avait le plus grand intérêt pour une nouvelle entrée dans la série. Microsoft a acheté Rare en 2002, mettant fin à l'alliance proéminente de l'acquisition avec Nintendo. Microsoft et Rare ont relancé la série pour la plate-forme Xbox One en 2013. En 2014, GamesRadar a rétrospectivement classé Gold comme le 35e meilleur jeu sur la console Nintendo 64.
Killer Instinct Gold a ensuite été émulé pour la Xbox One dans la compilation de 2015 de Rare, Rare Replay. Nintendo Life a écrit que les graphismes de Gold n'avaient pas bien vieilli. Le New York Daily News a souligné que Killer Instinct Gold, bien que « sous-estimé » en son temps, s'était transformé en une frustration dépassée en tant que plus grande déception de l'anthologie. Destructoid a désigné Gold comme le pire titre de la collection, en tant que Killer Instinct 2 « dépouillé ». Vingt ans après la sortie du jeu original, Retro Gamer a écrit que si Killer Instinct dans les salles d'arcade, il avait été dépassé par Tekken 2 et Virtua Fighter 2 en 1996, et s'était finalement révélé médiocre en comparaison.